# Bez udania dôvodu
Bez udania dôvodu je páté řadové album skupiny Iné Kafe vydané roku 2003. Je to jediné album s Janom Rozborom, který nahradil bubeníka Dana a bylo posledním albem před ukončením činnosti kapely v roce 2006. Celkově je považované za přímočaré a velmi tvrdé, jako v počátcích skupiny.
Během tvorby alba byla nahrávána i píseň „Keby prachy z neba padali“, ale na albu se nakonec neobjevila, protože byla výrazně odlišné od zbytku alba.
Kapela ještě před vydáním alba změnila svůj název na Inekafe.

## Seznam skladeb
Hudba a texty - Vratko Rohoň, pokud není uvedeno jinak.
1. "Štát" - 2:20
2. "Mesto" - 2:26
3. "Život ako video" - 2:37
4. "120 čísel /pod zemou/" - 2:29
5. "Takto nám to stačí" - 2:32
6. "Veľkou palicou III" - 3:05
7. "Bez udania dôvodu" - 1:19 (text: Korby)
8. "Alibi" - 1:56
9. "Krvavá blondína" - 2:40
10. "Opäť na streche" - 2:36
11. "Auťáky" - 2:45
12. "Mýtna" - 2:21
13. "Spomienky na budúcnosť" - 3:23
14. "Bonus" - 11:23

## Sestava
- Vratko Rohoň - kytara, zpěv, vokály
- Peter "Forus" Fóra - basa, vokály
- Ján Rozbora - bicí (bubeník kapely Vanilla Club)